# 商邑
商的始祖契被封在商邑，商邑又被稱爲“太華之陽”，商州東八十裏的商洛縣，古代所稱為商囯的商邑。商的先祖契原本居於番，本意含有外国或外族的意思，帝嚳次妃簡狄來自於有娀，有娀之國在不周山之北，這裏指代殷契所居的藩邑，契之後相土遷居商丘。